# Amiga Research Operating System

Amiga OS familie/ontwikkeling.

Het AROS Research Operating System (AROS) is een opensource-implementatie van de AmigaOS 3.1 API's. Ontworpen met nadruk op overzetbaarheid en flexibiliteit, is het systeem inmiddels beschikbaar voor x86- en PowerPC-gebaseerde pc's in de 'native' en 'hosted' soorten, met meer architectuurversies onder ontwikkeling.

## Huidige status
Het project startte in 1997 en is over de jaren een bijna "feature" complete implementatie geworden van AmigaOS - met in maart 2007 nog maar een paar ontbrekende functionaliteiten. Deze ontwikkeling gebeurde door een relatief kleine groep mensen. In mei 2007 werd de originele naam preventief veranderd van Amiga Research Operating System naar AROS Research Operating System. Dit naar aanleiding van andere rechtszaken rond Amiga Inc en het legaal bezien toch dubieuze gebruik van Amiga in de naam.
AROS kan momenteel geïnstalleerd worden op de meeste computers (IBM-compatibel) en beschikt over native grafische drivers voor videokaarten zoals de GeForce-reeks gemaakt door NVIDIA en heeft een basic TCP/IP-stack. In eerste instantie kon het OS alleen 'gehost' draaien onder BSD- en Linuxvarianten, gebruikmakend van onder meer het X Window System. Dit versnelde de vroege ontwikkeling vele malen. AROS op deze manier draaien kan nog steeds, maar de uiteindelijk doelstelling is om een OS te creëren dat onafhankelijk van een ander OS, dus 'native', kan opereren. De definitieve mijlpaal hiervoor is het punt waarop AROS onder AROS gecompileerd kan worden.
Het OS mist begin 2007 nog wel grote applicaties; nieuwe programma's komen mondjesmaat uit. Medeoorzaak is dat men nog niet direct oude Amigaprogramma's kan draaien (dit was overigens oorspronkelijk geen doelstelling van AROS). Een AROS-port van de Unix Amiga Emulator (UAE) compenseert dit tot op zekere hoogte. In de toekomst zal UAE wellicht nog verder geïntegreerd worden in het systeem, zoals bij Amiga OS4.0 het geval is.